# La Culebra, Oaxaca
La Culebra är en ort i Mexiko.   Den ligger i kommunen San Juan Cacahuatepec och delstaten Oaxaca, i den sydöstra delen av landet, 300 km söder om huvudstaden Mexico City. La Culebra ligger 178 meter över havet och antalet invånare är 253.
Terrängen runt La Culebra är platt åt sydväst, men åt nordost är den kuperad. Terrängen runt La Culebra sluttar söderut. Runt La Culebra är det ganska glesbefolkat, med 48 invånare per kvadratkilometer. Närmaste större samhälle är San Juan Cacahuatepec, 7,7 km nordost om La Culebra. Trakten runt La Culebra består till största delen av jordbruksmark.